# 후케 유키
후케 유키(일본어: 福家 勇輝, 1991년 4월 25일 ~ )는 일본의 전 축구 선수이다.

## 구단 경력
그는 2014년부터 2019년까지 J리그의 카마타마레 사누키에서 활동하였다.